# 羅曼·格拉德基
羅曼·米科拉約維奇·格拉德基（羅馬化：Roman Mykolaiovych Hladkyi；1975年9月9日—），烏克蘭軍事人物，軍銜上校，現任烏克蘭無人機系統部隊參謀長。

## 生平
格拉德基於1975年9月9日出生於文尼察州，1997年畢業於塞瓦斯托波爾海軍學院。
格拉德基已婚，其妻是俄羅斯公民，兩人有一女。在克里米亞被俄羅斯吞併後，其前往烏克蘭本土，妻女留守塞瓦斯托波爾。其女為運動員，以俄羅斯運動員身分參加俄羅斯陸軍中央體育俱樂部的游泳比賽。

## 事蹟
格拉德基自1997年到2003年起擔任盧茨克號護衛艦的導彈作戰部指揮官和基洛夫格勒登陸艦的艦長。
2004年至2013年間，他先後擔任康斯坦丁·奧爾山斯基號船塢登陸艦艦長、旅參謀長兼第一副司令、海軍艦艇旅旅長、海上作戰中心參謀長兼第一副司令和烏克蘭海軍指揮中心主任等。
2011年，他負責指揮康斯坦丁·奧爾山斯基號船塢登陸艦，執行從利比亞阿拉伯人民社會主義民眾國撤離烏克蘭及其他國家公民的人道主義任務。在他的指揮下，該艦成功撤離85名烏克蘭公民和108名來自其他國家的公民。
2015至2016年間，他負責指揮烏克蘭海軍的水面和潛艇部隊。
2016年7月起，他擔任烏克蘭海軍參謀長和第一副司令。
2018年，由於他被指控未能妥善履行職責，被解除職務。
2019年，格拉德基被任命為聯合控制與協調中心主任。
2020至2023年間，他擔任烏克蘭聯合部隊副參謀長兼及副司令。
2024年8月，格拉德基被烏克蘭武裝部隊總司令亞歷山大·瑟爾斯基任命為烏克蘭無人機系統部隊參謀長。由於格拉德基在軍隊和民間中的名聲不佳，這一任命引發多位社會、政治及軍事人士的批評，並被烏克蘭媒體指控其有叛國罪、間諜罪和貪腐嫌疑。根據DeepStateMap.Live的消息，烏克蘭無人機系統部隊司令瓦季姆·蘇哈列夫斯基反對這一任命。 2014年至2015年期間，他26次越過俄羅斯邊境，在烏克蘭安全局於赫拉德基被任命之前沒有對他進行背景調查之事曝光後，總司令瑟爾斯基下令進行額外的背景調查，而赫拉德基本人在調查期間也被停職。
2024年10月23日，格拉德基被解除無人系統部隊司令部參謀長職務。